# هالکوتسویل (نیویورک)
هالکوتسویل (به انگلیسی: Halcottsville) یک منطقهٔ مسکونی در ایالات متحده آمریکا است که در شهرستان دلاویر، نیویورک واقع شده‌است. هالکوتسویل ۴۲۷٫۰۳ متر بالاتر از سطح دریا واقع شده‌است.